# XVI Korpus Armijny (Cesarstwo Niemieckie)

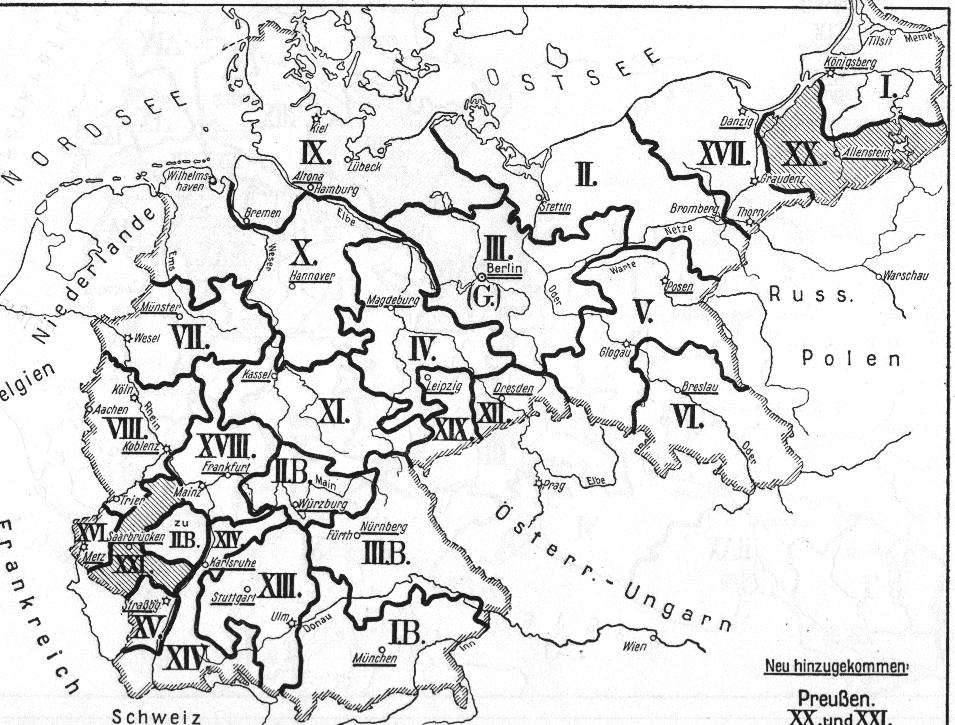
Zasięg korpusów w 1914

XVI Korpus Armijny  (niem. XVI. Armee-Korps)  – wyższy związek taktyczny Armii Cesarstwa Niemieckiego. 

## Charakterystyka
29 czerwca 1912 armię niemiecką zorganizowano w 25 korpusów prowadzących rekrutację na terenach 22 terytorialnych okręgów korpuśnych. Każdy korpus tworzyły dwie dywizje piechoty, zwykle o kolejnych numerach. Korpusy zgrupowane były w osiem inspekcji armii. Barwą XVI KA był kolor cytrynowy.
W sierpniu 1914 rozwinięto w Niemczech do etatów wojennych związki operacyjne (armie). W skład 5 Armii wszedł między innymi XVI Korpus Armijny. W I wojnie światowej korpus walczył na froncie zachodnim.
Korpus na stopie wojennej początkowo składał się ze sztabu korpusu, oddziałów korpuśnych i dwóch dywizji piechoty. Jednak wojna pozycyjna wymusiła bardziej płynną organizację korpusów, która umożliwiałaby przerzucanie nawet do sześciu dywizji na odcinki korpusów znajdujących się na głównym wysiłku obrony. Reformę tę sformalizowano w grudniu 1916, a Korpus od tej pory traktowano jako tymczasowe zgrupowanie poszczególnych dywizji.

## Struktura organizacyjna
Skład od 2 VIII 1914 do 20 IX 1915:
- dowództwo korpusu
- 33 Dywizja Piechoty
- 24 Dywizja Piechoty

## Dowódcy korpusu
| Stopień           | Imię i nazwisko                      | Okres                    |
| ----------------- | ------------------------------------ | ------------------------ |
| Generał kawalerii | Gottlieb Graf von Haeseler           | 24 III 1890 – 17 V 1903  |
| Generał piechoty  | Louis Stoetzer                       | 18 V 1903 – 23 IV 1906   |
| Generał piechoty  | Maximilian von Prittwitz und Gaffron | 24 IV 1906 – 28 II 1913  |
| Generał piechoty  | Bruno von Mudra                      | 1 III 1913 – 28 X 1916   |
| Generał lejtnant  | Adolf Wild von Hohenborn             | 29 X 1916 do końca wojny |